# チエンマイFC
チエンマイ・フットボールクラブ（タイ語: เชียงใหม่ เอฟซี, 英語: Chiangmai Football Club）は、タイ王国のチエンマイ県をホームタウンとするサッカークラブ。CMFCと略される。

## 歴史
1999年（仏滅紀元2542年）、チエンマイFCはチエンマイ・スポーツ・アソシエーション（タイ語: สมาคมกีฬาจังหวัดเชียงใหม่）として創設された。
2009年、チエンマイ・ユナイテッドFC（タイ語: สโมสรเชียงใหม่ยูไนเต็ด）に改称した。
2010年、チエンマイFC（タイ語: เชียงใหม่เอฟซี）に改称した。2010年シーズンはリージョナルリーグ・ディヴィジョン2・北部地域リーグで優勝した。チャンピオンズリーグ・グループAの2位になり、タイ・ディヴィジョン1リーグ昇格を決めた。3位決定戦ではグループBで2位のチャイナートFCに勝利した。
2011年、クラブ初のタイ・ディヴィジョン1リーグとなったが、16位に終わり、ディヴィジョン2リーグ降格が決まった。
2012年、北部地域リーグで2回目の優勝を果たした。しかし、チャンピオンズリーグ・グループBの3位に終わり、ディヴィジョン1リーグ昇格を逃した。
2013年、北部地域リーグで2連覇を達成した。チャンピオンズリーグ・グループBでも優勝し、3シーズンぶりのディヴィジョン1リーグ復帰を決めた。優勝決定戦ではグループA優勝のローイエット・ユナイテッドFCに2戦合計0-2で敗れた。
2015年シーズンより、三浦泰年が監督に就任するが、ディビジョン2（3部）降格圏内に陥る成績不振を理由に解任された。
2016年シーズンの前にシンハー・ビールやレオ・ビールを擁するブンロート・ブリュワリーがオーナーとなり、バンコク・グラスFC（現：BGパトゥム・ユナイテッドFC）傘下のクラブとなっている。

## タイトル
- リージョナルリーグ・ディヴィジョン2 北部地域 優勝 (3) : 2010, 2012, 2013

## 過去の成績
| シーズン  | ディビジョン               | 順位 | FAカップ |
| --------- | -------------------------- | ---- | -------- |
| 1999-2000 | プロヴィンシャル           | 11位 |          |
| 2001      | プロヴィンシャル           |      |          |
| 2002      | プロヴィンシャル           | 4位  |          |
| 2003      | プロヴィンシャル           | 4位  |          |
| 2004      | プロヴィンシャル・2部      |      |          |
| 2005      | プロヴィンシャル・2部      |      |          |
| 2006      | プロヴィンシャル           | 16位 |          |
| 2007      | ディヴィジョン2            | 7位  |          |
| 2008      | ディヴィジョン2・グループA | 9位  |          |
| 2009      | ディヴィジョン2・北部      | 9位  | 1回戦    |

| シーズン | ディビジョン          | 順位 | FAカップ |
| -------- | --------------------- | ---- | -------- |
| 2010     | ディヴィジョン2・北部 | 1位  | 3回戦    |
| 2011     | ディヴィジョン1       | 16位 | 2回戦    |
| 2012     | ディヴィジョン2・北部 | 1位  |          |
| 2013     | ディヴィジョン2・北部 | 1位  |          |
| 2014     | ディヴィジョン1       | 5位  | 3回戦    |
| 2015     | ディヴィジョン1       |      |          |

出典

## 歴代監督
- レネ・デザイェレ 2011
- 三浦泰年 2015
- 神戸清雄 2016-2017
- チョクタウィー・プロムルット 2017
- カルロス・エドゥアルド・パレイラ（英語版） 2018-2019
- スラポン・コンテープ（英語版） 2019
- アムナート・ゲーウキアウ 2020-2021

## 歴代所属選手
- 海老澤宏樹 2014
- 曹泰根（英語版） 2017
- 鄭大善（英語版） 2017
- ムスタファ・アザゾーイ（英語版） 2017-2019
- 徐東鉉（英語版） 2018
- クリスチャン 2018
- レニー 2018
- エブソン・パトリシオ 2019
- アレックス・ラファエル 2020
- 馬場悠企 2020-2021
- 松村亮 2020-2021
- 杉下聖哉 2021-2022
- ポンラヴィチュ・チャンタワォング 2021-2023
- タワン・コタラスポー 2021-2024